# Élection présidentielle chilienne de 2017
L'élection présidentielle chilienne de 2017 se déroule les 19 novembre et 17 décembre 2017 afin d'élire pour quatre ans le successeur de Michelle Bachelet au poste de président de la République du Chili, celle ci ne pouvant se représenter immédiatement pour un nouveau mandat en vertu de la constitution chilienne. Son prédécesseur conservateur Sebastián Piñera est à nouveau candidat et l'emporte au second tour face à Alejandro Guillier, soutenu par Michelle Bachelet.

## Contexte
Les élections parlementaires ainsi que des élections régionales sont organisées le même jour que le premier tour.
Les élections municipales de 2016 ont été marquées par une victoire de la droite et une forte abstention (65 %).
La présidente socialiste Michelle Bachelet fait face à une mobilisation étudiante pour la gratuité de l'université qui est selon l'OCDE la plus chère au monde par rapport au niveau de vie. Toutes les universités (même publiques) sont en effet payantes depuis la dictature de Pinochet. En 2016, le pays enregistre son plus faible taux de croissance (1,6 %) en sept ans. Cependant, le taux de chômage reste en deçà de 7 %.
Ces élections sont aussi marquées par l'immigration massive venant d'Haïti. On dénombrerait 60 000 immigrants haïtiens au Chili, ce nombre ayant augmenté à la suite des catastrophes naturelles à répétition ayant eu lieu à Haïti. Une coopération s'est mise en place entre les deux pays notamment dans les domaines de la santé, de l'éducation, du logement ou encore de la sécurité avec la présence de soldats chiliens dans le nord de l'île.
Selon la directrice de l’institut de sondage Mori, la principale nouveauté de cette élection est l’application de la nouvelle loi électorale. Selon elle, cette loi, votée en 2015, « a mis fin à un système électoral unique au monde, imposé par Pinochet pour favoriser la droite et empêcher la coalition de centre gauche de mener des réformes après le retour de la démocratie ».

## Système électoral
Le président de la République est élu au scrutin uninominal majoritaire à deux tours.

## Candidats
La présidente Michelle Bachelet ne peut pas se représenter. Des primaires à droite et à gauche et au centre ont lieu et les candidatures retenues pour l'élection présidentielle sont celles de :
- Sebastián Piñera, ancien membre du parti Rénovation nationale, président de la République entre 2010 et 2014 et âgé de 64 ans[7]. Homme d'affaires milliardaire, il est accusé de corruption[2]. Il remporte la primaire de la coalition de droite Chile Vamos, qui se veut une droite rénovée et débarrassée de l’héritage Pinochet[8].
- Alejandro Guillier, candidat de centre gauche. Il est le seul candidat aux primaires de la gauche et du centre (Nouvelle Majorité) après le retrait par Ricardo Lagos de sa candidature et à la suite de la décision de Carolina Goic de se présenter en dehors de la primaire. Il est ancien présentateur télé[9] et est depuis 2013 sénateur[10]. Il est par ailleurs soutenu par le Parti communiste (qui faisait partie de la majorité de Bachelet)[11]. Il présente un programme écologiste, favorable à plus de droits pour la communauté mapuche et a comme volonté de dépenser plus dans les domaines de la santé et de l'éducation notamment. Il est aussi favorable à une plus grande coopération régionale[12].
- Beatriz Sánchez : journaliste et candidate du Front large (coalition de nombreux petits partis et mouvements de gauche)[1].
- Carolina Goic, candidate démocrate-chrétienne (parti membre de la majorité de Bachelet)[13].
- Marco Enríquez-Ominami, candidat du Parti progressiste (en).
- José Antonio Kast[1], ancien membre de l'UDI et candidat d’extrême droite se revendiquant d'Augusto Pinochet[14].
- Alejandro Navarro, candidat du parti País (en)[15].
- Eduardo Artés, candidat marxiste-léniniste pour le mouvement Union patriotique (es)[16].

Des sondages (de l'institut Tresquintos) datant de la dernière semaine d'avril donne le conservateur Piñera à 41 % suivi de Guillier. La candidate démocrate-chrétienne Goic serait à 3 % d'intentions de vote. Durant la campagne, Alejandro Guillier est accusé par son adversaire conservateur « de vendre du vent », d’être proche de Podemos en Espagne et du président vénézuélien Nicolás Maduro.

## Résultats
| Candidat                 | Candidat                 | Parti / coalition        | Premier tour | Premier tour | Second tour | Second tour |
| Candidat                 | Candidat                 | Parti / coalition        | Voix         | %            | Voix        | %           |
| ------------------------ | ------------------------ | ------------------------ | ------------ | ------------ | ----------- | ----------- |
|                          | Sebastián Piñera         | Chile Vamos              | 2 418 540    | 36,64        | 3 795 896   | 54,57       |
|                          | Alejandro Guillier       | Nouvelle Majorité        | 1 498 040    | 22,70        | 3 160 225   | 45,43       |
|                          | Beatriz Sánchez          | Front large              | 1 338 037    | 20,27        |             |             |
|                          | José Antonio Kast        | Indépendant              | 523 375      | 7,93         |             |             |
|                          | Carolina Goic            | Parti démocrate-chrétien | 387 784      | 5,88         |             |             |
|                          | Marco Enríquez-Ominami   | Parti progressiste (en)  | 376 871      | 5,71         |             |             |
|                          | Eduardo Artés            | Union patriotique (en)   | 33 665       | 0,51         |             |             |
|                          | Alejandro Navarro        | País (en)                | 23 968       | 0,36         |             |             |
|                          |                          |                          |              |              |             |             |
| Votes valides            | Votes valides            | Votes valides            | 6 600 280    | 98,47        | 6 956 121   | 98,91       |
| Votes blancs             | Votes blancs             | Votes blancs             | 38 543       | 0,57         | 20 049      | 0,29        |
| Votes nuls               | Votes nuls               | Votes nuls               | 64 504       | 0,96         | 56 415      | 0,80        |
| Total                    | Total                    | Total                    | 6 703 327    | 100          | 7 032 585   | 100         |
| Abstention               | Abstention               | Abstention               | 7 643 961    | 53,30        | 7 314 703   | 50,98       |
| Inscrits / participation | Inscrits / participation | Inscrits / participation | 14 347 288   | 46,72        | 14 347 288  | 49,02       |

### Répartition des suffrages au second tour
| Sebastián Piñera (54,57 %) |  |  | Alejandro Guillier (45,43 %) |
| ▲                          |  |  |                              |
| Majorité absolue           |  |  |                              |

## Analyses et conséquences
Sebastian Piñera a annoncé qu'en cas de victoire et de majorité de la droite, il réinstaurerait l'interdiction stricte de l’avortement (autorisé depuis août 2017 en cas de viol ou de danger pour la vie de la mère) et s’opposerait fermement à la légalisation du mariage homosexuel. 
Le résultat des élections suscite des interrogations au sujet de la fiabilité des sondages. Alors que ces derniers estimaient à moins de 10 % les intentions de vote en faveur de Beatriz Sánchez, la candidate du Frente Amplio atteint finalement les 20 %, manquant de peu de se qualifier pour le second tour.